# Tommy Ross
Thomas Everett Ross, también conocido como Tommy Ross, es un personaje ficticio de la novela Carrie creada por el autor estadounidense Stephen King. Fue publicada en 1974 y fue su primera novela de terror, la cual también le llevó a la fama. En ella él es un adolescente que conoce a Carrie White y que la invitará al baile de gala estudiantil, lo que desencadenará una serie de acontecimientos trágicos, que causarán también su muerte.

## Novela
En la novela Tommy Ross es un chico popular, que tiene una relación con Sue Snell. Es un buen alumno y un gran deportista. Se entera de como maltrató Sue a Carrie y le dice claramente que no se comportó correctamente y Sue, motivado por el remordimiento por la forma que trató a Carrie White, le convence para que invite a Carrie al baile. Él la lleva allí y ambos son nombrados reyes del baile por los demás alumnos no sabiendo que todo es una trampa orquestada por Chris Hargensen y Billy Nolan para tirar sangre de cerdo sobre Carrie ante la gente para humillarla y también sobre él por haberla llevado al baile. 
Ambos caen en esa trampa con la diferencia de que Tommy Ross además recibe posteriormente el cubo de la sangre sobre su cabeza causando así su muerte. Su muerte contribuye a la posterior venganza terrible de Carrie White sobre sus compañeros de clase y sobre la ciudad.

## Película de 1976
Tommy Ross es interpretado por William Katt en la película de 1976. En esa película él conoce a Carrie White e incluso la protege de su profesor. En esencia, le ocurre luego lo mismo que en la novela con la diferencia que a él no le cae un segundo cubo de sangre y que es víctima del cubo con el que se tiró a Carrie White la sangre.

## Película del 2002
Tommy Ross es interpretado por Tobias Mehler en la película del 2002 y, en esencia, le ocurre lo mismo que en la novela con la variación de la primera película.

## Película del 2013
Tommy Ross es interpretado por Ansel Elgort en la película del 2013 y, en esencia, le ocurre lo mismo que en la novela y con la variación de las películas anteriores con la diferencia que en esta película su muerte es el causante detonador de los posteriores acontecimientos trágicos. 